# デニス・ランバート

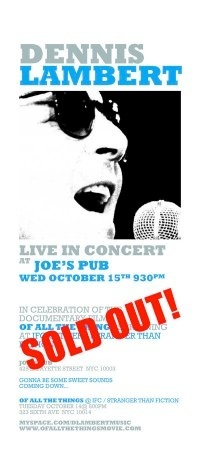
ジョーのパブNYCでのポスター2013

デニス・ランバート（Dennis Lambert、1947年 - ）は、アメリカ合衆国の音楽家・ソングライター・プロデューサー。ブライアン・ポッターと組んでのブルー・アイド・ソウル的な作風で、主に1970年代に活躍した。ニューヨークブルックリン区出身。

## 来歴

### 60年代の音楽活動
1960年キャピトル・レコードと契約。1960年代半ばには他のアーティストのために作曲・制作を行っていた。
最初の相方ルー・コートニーとともに
- フレディ&ザ・ドリーマーズ
- ロレイン・エリスン（英語版）
- ジェリー・バトラー(1967年シングル『I Dig You Baby』)
- ジェリー・リー・ルイス

らへ楽曲を提供した。
1965年マーキュリー・レコードのA&Rになり、クインシー・ジョーンズやシェルビー・シングルトンに師事する。
その後ドン・コスタに従いDCPレコードに入社、A&R部門を経営し、制作・作曲した。ベトナム戦争中のアメリカ陸軍でしばらく仕事をし、1968年にロサンゼルスに引っ越した。

### 70年代：B.ポッターとのコンビでヒット曲連発
1969年、ソングライター兼ミュージシャンの若きイギリス人ブライアン・ポッターとロンドンで出会い、11年におよぶ実り豊かな共作を始めた。二人はロサンゼルスの新興レーベル「タレント・アソシエーツ」に参加。そのレーベルはプロデューサー・スティーブ・ビンダーが設立していた。
カナダのグループ、オリジナル・キャストと契約。『One Tin Soldier』がヒットする。日本では「ミスター・マンデイ」が大ヒットした。またシールズ・アンド・クロフツなども育てている。
タレント・アソシエーツが売却されると同社の出版権は1971年にABCダンヒル・レコードに移り二人は同レーベルに移籍。
- グラス・ルーツ
- ハミルトン、ジョー・フランク&レイノルズ
- ゲイル・マコーミック（英語版）（元スミス）
- フォー・トップス
- ダスティ・スプリングフィールド
- リチャード・ハリス

をプロデュース。A&Rチーフのスティーブ・バリとよく仕事した。
ランバートは1972年にソロ・アルバム『Bags & Things』を発表。 
1974年、彼ら自身のレーベル「ヘイヴン・レコード」を設立。配給はキャピトル・レコードで、ライチャス・ブラザーズ,グラス・ルーツ、イーヴィー・サンズ、プレイヤーなどの作品を発表。キャピトル・レコードのタヴァレスやグレン・キャンベルも担当した。 
1970年代に制作した作品には
- フォー・トップス-『Ain't No Woman (Like the One I've Got）』(後にジェイ-Zの『Ain't No Nigga』にサンプリングされ、ニューヨークでヒットした)、『Keeper of the Castle』、『Are You Man Enough』（シャフト・イン・アフリカに収録）

- ハミルトン、ジョー・フランク&レイノルズ -『Don't Pull Your Love』（恋のかけひき）(1971)
- グラス・ルーツ - 『恋は二人のハーモニー』(1972)『涙の滑走路』(1972)
- イーヴィー・サンズ - 『You Brought A Woman Out Of Me』(1975)
- タヴァレス - 『It Only Takes a Minute』(1975)
- プレイヤー - 『ベイビー・カム・バック』(1978)
- グレン・キャンベル-『ラインストーン・カウボーイ』(1975)

などがある。
1974年にライチャス・ブラザーズの大ヒット・アルバム『Rock and Roll Heaven』を制作し、彼らを復活させた。

### 1980年代以降
- コモドアーズの『ナイトシフト（英語版）』(アルバムも)
- スターシップ の『シスコはロックシティ』
- テンプテーションズの『Love On My Mind Tonight』,
- デニス・エドワーズの『Don't Look Any Further』（サイーダ・ギャレット参加)・・・1990年代中期にヒップホップ勢が多数サンプリングした(ノトーリアスBIGとジュニアMAFIA『gettin' money』、TLC『アンプリティ（英語版）』のリミックス、2 Pac『Hit'em up』など)。
- ナタリー・コールの『ピンク・キャデラック（英語版）』『I Live For Your Love』

などがヒット。
1990年代にはデイヴ・コーズ、リトル・リバー・バンド(en:Little River Band)、エレイン・ペイジ 、ディオンヌ・ワーウィックなどと仕事。エドワード・ジェームズ・オルモス監督の映画『アメリカン・ミー』のスコアも担当。
1990年代中期についにニューヨークに戻り、「バビロン・エンタテインメント」設立。配給はトラウマ・レコード(BMG)。
2000年代に南フロリダに引っ越し。彼を撮った長編ドキュメンタリー映画『Of All The Things』を息子の脚本家ジョディ・ランバートが監督した。同作はThe Philippinesの全米ツアーに参加したランバートを撮影している。2011年, ワーナー・ブラザースとスティーブ・キャレルはランバートの生涯を元にした映画を製作するプランがあると発表。
近年はポッターと再合流してブロードウェイのミュージカルを鋭意制作中。ランバートは歌手としてライブ、ツアーを行っている。

## ディスコグラフィ

### アルバム
- Bags and Things (ダンヒル・レコード, 1972)

### シングル
- "Dream On" (ダンヒル, 1972)
- "Ashes to Ashes" (ダンヒル, 1972)

### 作曲作品
- "One Tin Soldier", "Mr. Monday" (1969), by オリジナル・キャスト(カナダ)
- "It's A Cryin' Shame" (1971), Gayle McCormick
- "Don't Pull Your Love" (1971), Hamilton, Joe Frank & Reynolds
- "Two Divided By Love",  グラス・ルーツ  (1971)
- "Runway",  The Grass Roots  (1972)
- "Ain't No Woman (Like the One I've Got)" (1973), Four Tops
- "Are You Man Enough" (1973), Four Tops(From "Shaft in Africa")
- "My Ship", (1974) タバレス
- "Love I Never Had", (1975),タバレス
- "It Only Takes a Minute", (1975) タバレス
- "You Brought The Woman Out Of Me", (1975) Evie Sands

### プロデュース作品
- Keeper of the Castle, (1972),フォー・トップス
- "Rock and Roll Heaven" (1974), The Righteous Brothers
- Hard Core Poetry アルバム(1974), Tavares
- In the Cityアルバム (1975), Tavares
- Rhinestone Cowboy (album) (1976), Glen Campbell
- Bloodline (1976), Glen Campbell
- "Baby Come Back", (1977), Player
- Don't Look Any Further (1984), Dennis Edwards
- Night Shift (1985), The Commodores
- Love On My Mind, The Temptations
- Pink Cadillac, (1987) Natalie Cole